# Annie McEnroe
Annie McEnroe (* 3. September 1955, auch: Anne McEnroe) ist eine Schauspielerin.
McEnroe war seit 1977 als Schauspielerin tätig, zuletzt war sie 2010 in einer Filmproduktion zu sehen. Sie trat in zahlreichen bekannten Spielfilmen auf, etwa Tim Burtons Beetlejuice neben Michael Keaton, Alec Baldwin und Geena Davis oder Oliver Stones Wall Street. Sie gehörte ab den 1980er Jahren zur Stammbesetzung von Oliver Stone.
Sie war mit Filmproduzent Edward R. Pressman verheiratet, die beiden haben ein Kind.

## Filmografie (Auswahl)
- 1977: Snowbeast (Fernsehfilm)
- 1980: Auf Teufel komm raus (Running Scared)
- 1981: Die Hand (The Hand)
- 1982: Der Kampfkoloß (Battletruck)
- 1983: Die Überlebenskünstler (The Survivors)
- 1984: Einmal Hölle und zurück (Purple Hearts)
- 1985: Das Tier II (Howling II: Your Sister Is a Werewolf)
- 1986: Manhunter – Roter Drache (Manhunter)
- 1986: True Stories
- 1987: Wall Street
- 1988: Der Cop (Cop)
- 1988: Beetlejuice
- 1989: Geboren am 4. Juli (Born on the Fourth of July)
- 1991: The Doors
- 1992: Criss Cross – Überleben in Key West (CrissCross)
- 1993: Snake Eyes
- 1993: Mr. Jones
- 1993: Josh and S.A.M.
- 1993: Zwischen Himmel und Hölle (Heaven & Earth)
- 1994: 36 Tage Terror (S.F.W.)
- 1997: Männer sind zum Küssen da (Men)
- 2003: The Hebrew Hammer
- 2010: Wall Street: Geld schläft nicht (Wall Street: Money Never Sleeps)